# Massacre de Ballersdorf
Le massacre de Ballersdorf s'est déroulé du 17 au 24 février 1943 en Alsace, accompli par les nazis sur dix-huit jeunes alsaciens réfractaires à l'incorporation de force dans l'armée allemande.

## Contexte historique
C'est dans le Sud de l'Alsace, dans le Sundgau, plus près de la Suisse, que l'incorporation de force rencontra l'opposition la plus violente. Fuir par les Vosges était risqué, puisqu'au-delà on se retrouvait en territoire occupé où les Allemands pouvaient encore agir, alors qu'une fois la frontière suisse franchie, on était à l'abri. Dès le 7 juillet 1942, avant l'annonce de sa décision, le Gauleiter Wagner avait déjà pris une ordonnance contre ce qu'il appelait « l'émigration illégale hors d'Alsace ». « Les biens des évadés », annonçait-on, « seront confisqués et leurs parents et ceux qui vivent avec eux seront transplantés en Allemagne ! ». La famille des fugitifs était en effet elle-même susceptible d'être lourdement sanctionnée au titre de la Sippenhaft. Mais cela n'empêcha pas des fuites, puisque le 16 septembre 1942 il institua le long de la frontière suisse une zone interdite (Sperrbezirk) de trois kilomètres, élargie encore le 10 décembre suivant. 

## Description
Après la bataille de Stalingrad et l'incorporation de nouvelles classes le 31 janvier 1943, le mouvement d'évasion s'intensifie, le 10 février 1943, ce sont cent quatre-vingt-deux réfractaires qui passent en Suisse. Le lendemain quatre-vingt-six autres les suivent. Mais ces désertions exaspèrent les Allemands qui redoublent de vigilance et, dans la nuit du 12 au 13, un groupe de dix-huit jeunes gens âgés de 17 à 32 ans, partis pour la plupart de Ballersdorf, sont surpris par deux gardes-frontières entre Bisel et Seppois-le-Bas, des coups de feu sont échangés au cours desquels un policier allemand est mortellement blessé. Aimé Burgy est tué dans l'engagement, Charles Wiest est blessé et son frère Ernest-Alphonse qui tente de lui porter secours sont alors faits prisonniers et immédiatement abattus par un garde-frontières. Les autres s'enfuient, mais sont arrêtés chez eux dès le lendemain. Treize d'entre eux sont fusillés le 17 février à la sablière du camp de concentration de Natzweiler-Struthof, après un jugement sommaire. Un autre les suit le 24 février, sans avoir été jugé. Il n'y a en définitive qu'un seul survivant, René Grienenberger, qui réussit à se cacher, puis à passer en Suisse. Dès le 15 février, toutes les familles des fusillés sont incarcérées au camp de Vorbruck-Schirmeck, puis, plus tard, déportées en Allemagne comme travailleurs forcés.
On lit dans Ma ville à l’heure nazie, journal clandestin tenu par Marie-Joseph Bopp de 1940 à 1945 les lignes suivantes datées du 7 janvier 1944 :
Une institutrice, détenue elle aussi, résolut de communiquer la triste nouvelle [de l’exécution] aux familles. Elle les réunit le soir dans la salle commune et, avec de grands ménagements, elle leur apprit que leurs enfants étaient morts. Pleurs et cris de désespoir ! Mais un vieillard se lève et dit d’une voix terriblement calme : « Eh bien, nos fils sont morts, ils sont morts pour la France. Vive la France ! » La personne qui me racontait ce fait dit qu’elle avait éprouvé une émotion indicible.
On trouve dans les Strassburger Neueste Nachrichten du 17 février 1943 un article en allemand qui fait le gros titre de la première page et intitulé : « Wer seinem Volk in den Rücken fällt, ist des Todes (Pour qui agresse son peuple dans le dos, c’est la mort) ». On reproche aux Alsaciens fugitifs d’avoir fui lâchement le travail et le service armé ; un autre article de la même première page fait savoir que « Die Langmut ist erschöpft. Der Verrat wird ausgerottet (Notre patience est à bout : la trahison sera extirpée) » et un troisième essaie de faire comprendre « die Pflicht zu europäischen Selbstbehauptung (le devoir de s’affirmer comme européen) ». Le CRDP de Strasbourg en donne un résumé.

## Liste des victimes fusillées au camp de Natzweiler-Struthof
Le 17 février 1943, sont fusillés : 
- Abt Camille, cultivateur, domicilié et né le 27 juillet 1911 à Ballersdorf [7] ;
- Boll Aloyse, cultivateur, domicilié et né le 9 mai 1914 à Ballersdorf[8] ;
- Boloronus Charles, cultivateur, domicilié et né le 10 février 1925 à Ballersdorf[9] ;
- Brungard Justin, cultivateur, domicilié et né le 7 août 1925 à Ballersdorf, non majeur pénalement au moment des faits mais considéré comme majeur pénalement en raison de son « développement psychique et mental »[10];
- Cheray Eugène, cultivateur, domicilié et né le 7 décembre 1914 à Ballersdorf[11] ;
- Dietemann Paul, Manœuvre, domicilié et né le 23 mars 1924 à Retzwiller[12] ;
- Fulleringer Aimé, étudiant, domicilié et né le 12 mai 1924 à Retzwiller[13] ;
- Gentzbittel Robert, Manœuvre, domicilié et né le 3 décembre 1919 à Retzwiller[14] ;
- Klein René, lycéen, né le 3 octobre 1924 à Altkirch[15] ;
- Miehé Henri, étudiant, né le 7 mai 1916 à Danjoutin, domicilié à Ballersdorf[16] ;
- Peter Paul, cultivateur, domicilié et né le 5 mars 1915 à Elbach[17] ;
- Wiest Charles, cultivateur, domicilié et né le 5 juillet 1914 à Ballersdorf[18] ;
- Wiest Maurice, garçon boulanger à Mulhouse, né le 9 mai 1919 à Ballersdorf[19] ;

Le 24 février 1943 est fusillé le dernier réfractaire de Ballersdorf :
- Charles Muller, né le 23 mai 1925 à Ballersdorf, reconnu comme étant faible d'esprit par un médecin psychiatre et dont le jugement a été repoussé, le temps de procéder à une expertise médicale pour savoir s'il est ou non responsable de ses actes. Il est exécuté sans jugement bien qu'il ne soit pas majeur pénalement[20].

Sont exécutés avec lui : 
- Jaeglé Joseph Henri, né le 3 avril 1896 à Ammerschwihr[21], domicilié à Kaysersberg, fusillé sans jugement pour résistance à l’incorporation de force de son fils[22],[23],[24] ;
- Munier Paul, né le 8 octobre 1914 à Orbey, condamné à mort pour « résistance au recensement et à l’inspection d’incorporation »[25].

## Souvenirs et perceptions
Le massacre de Ballersdorf constitue la trame d’un roman de Hansjörg Schneider « Hunkeler und der Fall Livius » et d’un film policier  « Hunkeler et l’affaire Livius » de Stefan Jäger qui se base sur le roman de Hansjörg Schneider.
Le 17 février 2013, soixante-dix ans après le drame, a eu lieu à Ballersdorf une cérémonie d'hommage et de réconciliation à laquelle assistait Mme Karin Schäfer, Burgermeisterin (maire) de Rohrenfels-Ballersdorf-Wagenhofen. « Je ne peux pas me représenter ce que cela a dû être, a-t-elle déclaré, c’est difficile à dire. Mais aujourd’hui est un grand jour, un pas en avant. C’était important pour nous d’être là. La paix est fragile, nous devons la savourer et nous obstiner à la construire en renforçant nos liens d’amitié. ».
À Mulhouse, une rue de Ballersdorf commémore la mémoire des jeunes fusillés. À Ballersdorf, la rue du 17 février rappel le massacre.
Une plaque située dans l'ancienne carrière de sable se trouvant à proximité de l'ancien camp de concentration de Natzweiler-Struthof porte le texte suivant : 

« A la mémoire des résistants de toute nationalité et de 17 jeunes patriotes de Ballersdorf et environs (Haut-Rhin) exécutés ici par les Nazis de 1941 à 1944 »